# Baishòs
Baishòs (francès Bachos) és un municipi occità de Comenge, a Gascunya, situat en el departament de l'Alta Garona, a la regió Occitània.